# Tasha Cobbs
Natasha Tameika "Tasha" Cobbs Leonard (7 de julho de 1981) é uma cantora americana de música cristã contemporânea. Sua estreia foi com o EP Grace no ano de 2013, pela EMI Gospel. O EP alcançou a 61ª posição nos charts da Billboard dos Estados Unidos. Na 56ª Edição do Grammy, a cantora foi premiada na categoria de Best Gospel/Contemporary Christian Music Performance (Melhor Performance de Música Cristã Contemporânea/Gospel).

## Vida pessoal
Nascida em 7 de julho de 1981, é filha do bispo Fritz Cobbs (1954-2014) e Lady Bertha Cobbs. Cresceu na igreja americana Jesup New Life Ministries, que era administrada pelos seus pais. Seu envolvimento desde criança até a idade adulta com o canto começou durante os cultos da igreja local. Em 3 de março de 2017, em uma cerimônia privada com a participação de familiares e amigos, casou-se com o produtor musical Kenneth Leonard. Desde o ano de 2006, Cobbs tem sido líder de louvor e de demais ministérios na região de Atlanta, na igreja Dream Center Church.

## Carreira musical
A carreira solo de Cobbs começou no ano de 2010, com o lançamento de um álbum independente intitulado Smile. O trabalho chamou atenção da gravadora EMI Gospel e, em 5 de fevereiro de 2013, a empresa lançou seu EP, Grace. O trabalho entrou na lista da Billboard 200 na 61ª posição e na 2ª posição nos charts de Top Gospel Albums. Os singles "Break Every Chain" e "For Your Glory" alcançaram, também, a primeira posição no Hot Gospel Charts. Na 56ª Edição do Grammy, a cantora foi premiada na categoria de Best Gospel/Contemporary Christian Music Performance (Melhor Performance de Música Cristã Contemporânea/Gospel). Em 2015, foi premiada como Arista Gospel do Ano na premiação GMA Dove Awards.

## Discografia
| Smile                          | - Lançamento: 7 de julho de 2010 - Gravadora: Tasha Cobbs - Formatos: CD, digital download                  | —  | — |               |
| Grace                          | - Lançamento: 5 de fevereiro de 2013 - Gravadora:EMI Gospel, Motown Gospel - Formatos: CD, download digital | 61 | 1 | - US: 178,000 |
| One Place Live                 | - Lançamento: 21 de agosto de 2015 - Gravadora: EMI Gospel, Motown Gospel - Formatos: CD, digital download  | 28 | 1 | - US: 80,000  |
| Heart. Passion. Pursuit.       | - Lançamento: 25 de agosto de 2017 - Gravadora: EMI Gospel, Motown Gospel - Formatos: CD, digital download  | 35 | 1 |               |
| "—" denota a ausência de chart | |    |   |               |

Apariçõess
| Canção                                                             | Ano  | Artista          | Álbum               |
| ------------------------------------------------------------------ | ---- | ---------------- | ------------------- |
| "Little Chicago Boy"                                               | 2016 | Common           | Black America Again |
| "My World Needs You" (com Sarah Reeves, Tasha Cobbs e Tamela Mann) | 2016 | Kirk Franklin    | Losing My Religion  |
| "Jesus Is Willing"                                                 | 2017 | Kristene DiMarco | Where His Light Was |

Singles
| Ano  | Single                                   | Posição   | Posição      | Posição   | Álbum                    |
| Ano  | Single                                   | US Gospel | US Adult R&B | US R&B/HH | Álbum                    |
| ---- | ---------------------------------------- | --------- | ------------ | --------- | ------------------------ |
| 2013 | "Break Every Chain"                      | 1         | 29           | 54        | Grace                    |
| 2013 | "For Your Glory"                         | 1         | —            | —         | Grace                    |
| 2013 | "O Come All Ye Faithful"                 | 21        | —            | —         | Motown Christmas         |
| 2015 | "Overflow"                               | 11        | —            | —         | One Place                |
| 2015 | "Fill Me Up"                             | 8         | —            | —         | One Place                |
| 2015 | "Jesus Saves"                            | 3         | —            | —         | One Place                |
| 2015 | "Put a Praise on It" (com Kierra Sheard) | 1         | —            | —         | One Place                |
| 2017 | "Great God"                              | 13        | —            | —         | Heart. Passion. Pursuit. |